# Gerard Greenan
Pour les articles homonymes, voir Greenan.
L. Gerard Greenan (né le 17 février 1950  à Charlottetown à l'Île-du-Prince-Édouard) est un homme politique canadien. Il représente la circonscription de Summerside-St. Eleanors à l'Assemblée législative de l'Île-du-Prince-Édouard de l'élection générale du 28 mai 2007 jusqu'à ce qu'il ne représentera pas à l'élection générale du lundi 4 mai 2015.